# Mosiera contrerasii
Mosiera contrerasii là một loài thực vật có hoa trong Họ Đào kim nương. Loài này được (Lundell) Landrum mô tả khoa học đầu tiên năm 1992.